# Eudorylas filicornis
Eudorylas filicornis är en tvåvingeart som först beskrevs av Enrico Adelelmo Brunetti 1912.  Eudorylas filicornis ingår i släktet Eudorylas och familjen ögonflugor. Inga underarter finns listade i Catalogue of Life.